# 진 유 프레이
진 유 프레이(Jinh Yu Frey, 1985년 5월 20일 ~ )는 미국의 종합격투기 선수로 한국계 미국인이다. 아톰급에서 활동하고 있으며, 현재 미국의 여성 종합격투기 단체 인빅타 FC와 계약 관계에 있다. 원래 성명은 'Jinh Hei Yu'(진희 유, 한국식으로는 유진희)이지만, 현재 남편인 더글라스 프레이와 결혼하면서 진희 유 프레이, 혹은 진 유 프레이라는 성명으로 활동하고 있다. 그녀의 남편 또한 종합격투기 선수로, 현재 같은 소속팀 Mohler MMA에서 활동하고 있다.

## 성장 과정
아칸소 주에서 태어났지만 텍사스 주에서 자랐다. 아버지는 한국인으로, 태권도 사범이었다. 오빠도, 어머니도 태권도를 배웠다. 하지만 그녀가 어렸을 때 부모님은 헤어졌다. 약 20세가 되어 우편으로 사망 증명서를 받았을 때 비로소 아버지가 6.7년 전 사망했다는 사실을 알게 되었다. 그녀는 어머니가 왜 그 사실을 숨겨왔는지 큰 의문을 가졌고, 정신병을 앓고 있는 어머니를 신뢰하지 않았다. 몇 년 전 그녀는 자신의 형제라고 말하는 페이스북 메시지를 접하게 되면서, 아버지가 어머니와 헤어진 뒤 재혼했고, 한국인 여성과의 사이에서 낳은 이복 형제들이 있다는 사실도 알게 되었다.

## 종합격투기 경력
2013년 4월 6일, 프로 데뷔전이 되는 SCS 16 - Resolution 대회에서 메건 라이트를 상대로 서브미션(리어네이키드 초크) 승을 거두었다. 7월 27일, SCS 18 - Declaration of Pain 대회에서 달라 해리스를 상대로 왼발 하이킥에 이은 왼손 스트레이트로 KO 승을 거두었다. 해리스는 충격으로 실신 졸도까지 했는데, 여성부 경기에서는 흔하지 않은 장면이라서 많은 화제를 불러 일으켰다.
2014년 9월 6일, 달라 해리스에게 KO 승을 거두고 주목을 받으며 인빅타 FC와 계약한 그녀는 Invicta FC 8: Waterson vs. Tamada 대회에서 조디 에스퀴벨에게 1-2 판정패 하며 아쉬움을 남겼다.
2015년 9월 12일, Invicta FC 14: Evinger vs. Kianzad 대회에서 리즈 맥카시를 상대로 심판 전원일치 판정승을 거두었다.
2016년 3월 11일, Invicta FC 16: Hamasaki vs. Brown 대회에서 브라질의 해리카 티부르시오를 상대로 심판 전원일치 판정승을 거두었다. 9월 23일, Invicta FC 19: Maia vs. Modafferi 대회에서 인빅타 FC 아톰급 챔피언에 올라있는 일본의 하마사키 아야카에게 도전했지만, 2라운드 4분 38초 만에 닥터 스톱 TKO 패 했다.
2017년 7월 15일, 애슐리 커민스를 상대로 심판 전원일치 판정승을 거두었다.

## 전적

### 종합격투기 전적
| 프로 종합격투기 전적 | 프로 종합격투기 전적 | 프로 종합격투기 전적 | 프로 종합격투기 전적 | 프로 종합격투기 전적 | 프로 종합격투기 전적 | 프로 종합격투기 전적 | 프로 종합격투기 전적 |
| -------------------- | -------------------- | -------------------- | -------------------- | -------------------- | -------------------- | -------------------- | -------------------- |
| 8 시합               | (T)KO                | 항복                 | 판정                 | 실격                 | 그 밖                | 비김                 | 무효                 |
| 6 승                 | 1                    | 2                    | 3                    | 0                    | 0                    | 0                    | 0                    |
| 2 패                 | 1                    | 0                    | 1                    | 0                    | 0                    | 0                    | 0                    |

| 결과 | 누적 전적 | 상대              | 방법                         | 대회명                               | 날짜             | 라운드 | 시간 | 장소                | 비고  |
| ---- | --------- | ----------------- | ---------------------------- | ------------------------------------ | ---------------- | ------ | ---- | ------------------- | ----- |
|      |           | 함서희            |                              | Road FC 045 XX                       | 2017년 12월 23일 |        |      | 서울                | [ a ] |
| 승   | 6–2       | 애슐리 커민스     | 판정 (3-0)                   | Invicta FC 24: Dudieva vs. Borella   | 2017년 7월 15일  | 3      | 5:00 | 미주리주 캔사스시티 |       |
| 패   | 5–2       | 하마사키 아야카   | TKO (닥터 스톱)              | Invicta FC 19: Maia vs. Modafferi    | 2016년 9월 23일  | 2      | 4:38 | 미주리주 캔사스시티 | [ b ] |
| 승   | 5–1       | 헤리카 티부르시오 | 판정 (3-0)                   | Invicta FC 16: Hamasaki vs. Brown    | 2016년 3월 11일  | 3      | 5:00 | 네바다주 라스베가스 |       |
| 승   | 4–1       | 리즈 맥카시       | 판정 (3-0)                   | Invicta FC 14: Evinger vs. Kianzad   | 2015년 9월 12일  | 3      | 5:00 | 미주리주 캔사스시티 |       |
| 승   | 3–1       | 캐시 로브         | 서브미션 (리어네이키드 초크) | Invicta FC 10: Waterson vs. Tiburcio | 2014년 12월 5일  | 1      | 2:36 | 아이오와주 데번포트 |       |
| 패   | 2–1       | 조디 에스퀴벨     | 판정 (2-1)                   | Invicta FC 8: Waterson vs. Tamada    | 2014년 9월 6일   | 3      | 5:00 | 미주리주 캔사스시티 |       |
| 승   | 2–0       | 달라 해리스       | KO (헤드 킥 & 펀치)          | SCS 18 - Declaration of Pain         | 2013년 7월 27일  | 1      | 3:13 | 오클라호마주        |       |
| 승   | 1–0       | 메간 라이트       | 서브미션 (리어네이키드 초크) | SCS 16 - Resolution                  | 2013년 4월 6일   | 1      | 2:04 | 오클라호마주        |       |

1. ↑  로드 FC 여성부 아톰급 챔피언십
2. ↑  인빅타 FC 아톰급 챔피언십